# 개의 기원

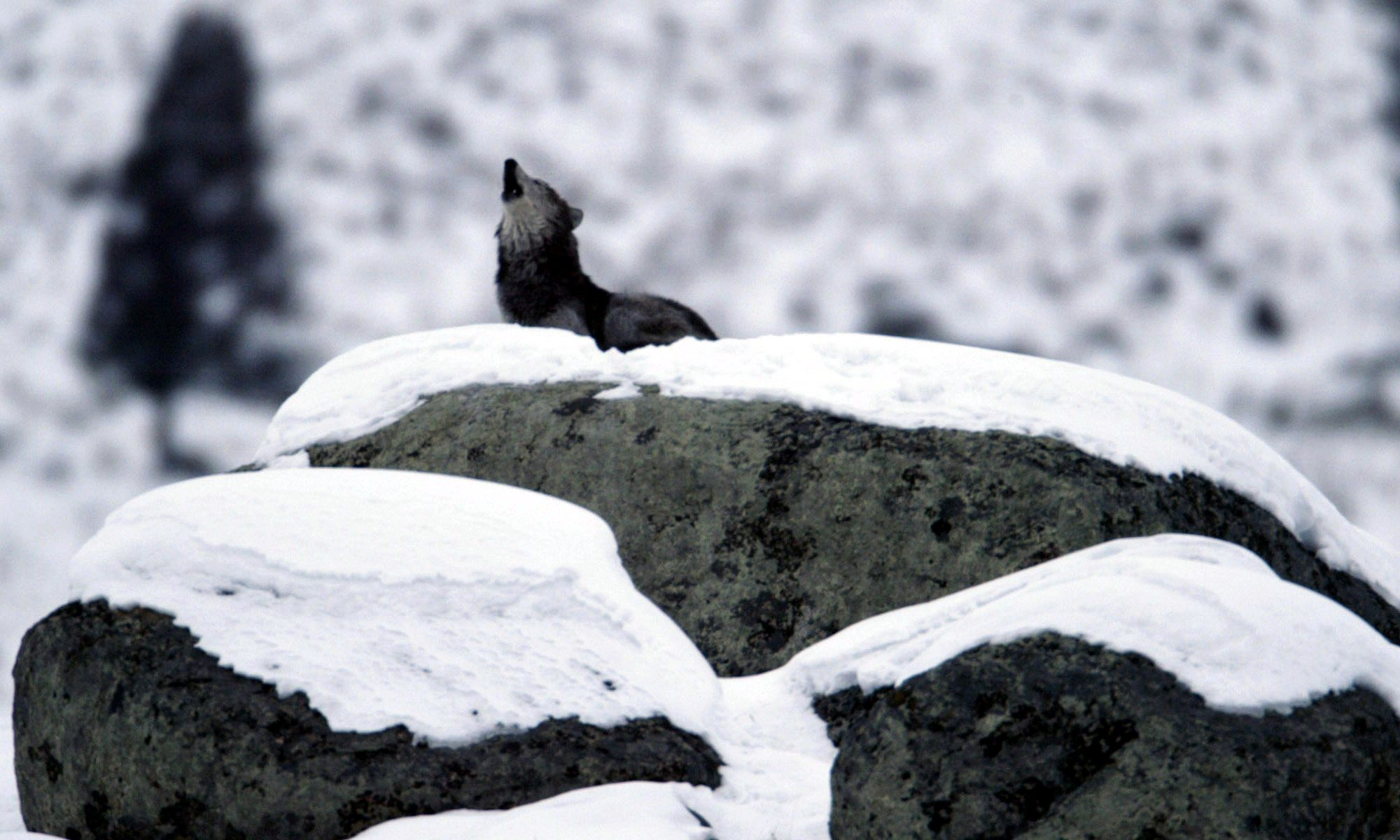
개는 유라시아 대륙 대부분이 스텝/툰드라 기후였던 마지막 빙하기 시작 직전 시점에 회색늑대로부터 분화되었다.

개의 기원은 수만년 전 늑대의 가축화로부터 시작되었다. 유전 및 고고학적 증거로는 현재 개의 계보는 가장 빠른 증거인 본-오베르카셀 지역(Bonn-Oberkassel site)에서는 늦어도 15,000년 전에는 명백하게 나타나지 않았으며, 알타이산맥에서는 미토콘드리아 DNA 연구로 약 33,000년 전에 분화한 것으로 입증할 수 있다.
잘 길들여진 개는 초기 인류에게 음식, 모피, 노동력을 제공해 주었다. 이 과정은 현재까지 진행되어, 의도적인 품종개량과 개와의 교차교배로 새 품종이 나타나고 있다.

## 혈통
늑대, 여우, 개 등의 개과와 연결할 수 있는 최초의 육식성 화석은 약 3800만년~5600만년 전 에오세 시기의 미아시드(Miacids)이다. 미아시드에서 고양이를 닮은 고양이아목과 개를 닮은 개아목으로 진화하였다. 카노이드 라인(canoid)은 3800만년전~2800만년 전 올리고세 시기 코요테 크기의 메소코욘(Oligocene)과 여우를 닮은 레프토코욘(Leptocyon), 약 10억년 전 북미에서 늑대를 닮은 토마르크투스(Tomarctus)가 있었다.
마이오세 시기 작고 좁은 두개골을 가진 북미의 레포파구스는 블랜캔 시대에 최초로 인정받은 초기 늑대로 프리스콜라트랜스(Canis priscolatrans)는 에트루수스(Canis etruscus), 모스바체니시스(Canis mosbachensis)로 진화했고 이 종은 다시 늑대로 진화하여 개의 직접적인 조상인 회색늑대가 되었다. 늑대의 특정 아종 중 개에게 다양한 영향을 미친 종은 아직 밝혀지지 않았지만, 아마도 알려지지 않은 멸종한 종이거나 인도늑대가 가장 좋은 후보로 꼽히고 있다.
Zhenxin Fan 외 18인의 2016년 연구에 기초한 분류이다.

|  | 멕시코 |
|  |        |
|  | 북미   |
|  |        |

|  | 고지 동양 |
|  |           |
|  | 저지 동양 |
|  |           |

|  | 중동 |
|  |      |
|  | 유럽 |
|  |      |

|  | 고지 동양 |
|  |           |
|  | 저지 동양 |
|  |           |

|  | 중동 |
|  |      |
|  | 유럽 |
|  |      |

|  | 고지 동양 |
|  |           |
|  | 저지 동양 |
|  |           |

|  | 중동 |
|  |      |
|  | 유럽 |
|  |      |

|  | 고지 동양 |
|  |           |
|  | 저지 동양 |
|  |           |

|  | 중동 |
|  |      |
|  | 유럽 |
|  |      |

|  | 멕시코 |
|  |        |
|  | 북미   |
|  |        |

|  | 고지 동양 |
|  |           |
|  | 저지 동양 |
|  |           |

|  | 중동 |
|  |      |
|  | 유럽 |
|  |      |

|  | 고지 동양 |
|  |           |
|  | 저지 동양 |
|  |           |

|  | 중동 |
|  |      |
|  | 유럽 |
|  |      |

|  | 고지 동양 |
|  |           |
|  | 저지 동양 |
|  |           |

|  | 중동 |
|  |      |
|  | 유럽 |
|  |      |

|  | 고지 동양 |
|  |           |
|  | 저지 동양 |
|  |           |

|  | 중동 |
|  |      |
|  | 유럽 |
|  |      |

## 가축화

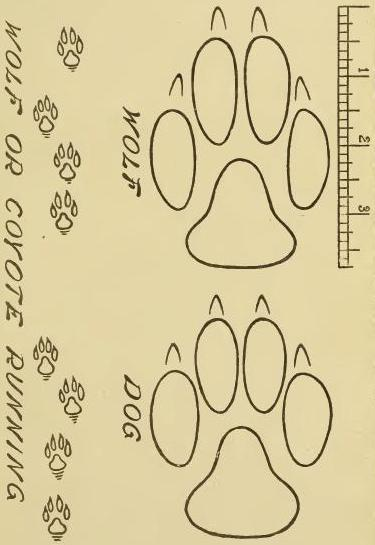
늑대와 개의 발자국 비교.

정확하게 어떻게 회색늑대의 가축화가 이루어졌는지는 불분명하지만, 다음과 같은 이론이 있다.

### 고아의 늑대 새끼
한 연구에서, 몇몇 늑대 새끼들이 이른 나이에 길들여지면 인간에 의해 쉽게 지배, 사회화된다는 점을 발견했다. 적어도 하나 이상의 연구에서 늑대 성체가 성공적으로 사회화될 수 있음을 발견했다. 그러나, 다른 연구들에 따르면 21일 이후의 새끼에게 사회화를 하려는 시도는 성공하기에 매우 많은 시간이 필요하고 실제로도 거의 신뢰할 수 없다고 주장했다.
많은 과학자들은 인간이 떨어진 늑대 새끼를 기르고 인간 아기와 함께 모유 수유 했을 것이라고 믿는다. 일단 이 새끼들끼리 번식을 시작하면, "늑대 같은" 이 새로운 세대들은 개로 점점 변하며 오랜 시간에 걸쳐 결국 현재의 개가 되었다는 이론이다.

### 음식 섭취/자기 가축화
초기 늑대는 청소부 역할을 했으며 인간의 거주지에 나오는 음식들은 매력적인 먹이들이 모여 있는 장소였다. 매사추세츠주 햄프셔 대학의 래몬드 코핀거(Raymond Coppinger) 박사는 인간과의 상호작용에 성공했고 자손에게 이 특성이 대물림되면서 결국 늑대가 인간 성향에 가깝게 되었다고 주장한다. "가장 사회적이고 덜 두려워하는" 늑대들은 인간의 생활 영역 주변에서 계속 서식하던 동물이었고, 지금도 이 특성은 개가 번식하는데 도움을 주고 있다.
쿠핑거는 이를 도주 거리라 부르는 행동 특성이 야생 늑대가 현대의 개가 된 가장 중요한 점이라고 주장하고 있다. 이 특성은 동물이 얼마나 인간에게 접근할 수 있는지에 대한 거리로 도주 거리 밖의 인간은 위험하다는 인식이나 도주해야 한다는 인식을 하지 않는다. 짧은 도주 거리를 가진 동물은 인간이 가까이 있을 때도 남아서 먹이를 먹는다. 이 행동 특성이 다음 세대로 계속 전달되면서 점점 인간 주위에서도 동물이 편안함을 느끼게 한다. "내 주장은 이 어떤 가정 또는 의미가 인간이 존재해도 먹이를 먹을 수 있다는 것이다. 야생 늑대는 인간 가까이에서 먹이를 먹을 수 없다."
또한, 가정생활에 대한 선택으로 유전자와 관련된 물리적 특성, 짖는 소리와 행동이 바뀌는 작용을 낳게 되었다. 이 결과, 늑대는 마을 중심부의 청소 동물과 사냥꾼의 무리로 나눈다는 가설이 있다. 이 다음 단계는 정해지지 않았지만, 이러한 인구 발산을 유지하기 위해 선택적인 압력이 지속되어야 한다.

### 고고학
고고학에서는 알려진 가장 최초의 가축화가 기원전 3만년에서 최소 기원전 7천년으로 밝혀져 있다. 다른 증거로는 동아시아 남부에서 최초로 개가 가축화되었다고 밝혀졌다.
뼈의 구조적 차이를 밝히기 어렵기 때문에, 개의 가축화 여부는 문화적 차이로 인식한다. 개의 가축화에 대한 증거로는 12,000년 전 팔레스타인에 위치한 선사인 박물관의 유적과 14,000년 전 독일의 본-오베르카셀 지역의 개와 인간이 같이 묻힌 유적이 있다.
2008년, 19세기 벨기에에서 출토된 고옛 동굴에 대한 사료 재조사 결과, 31,700년 지난 개에게서 순록, 사향소, 말 등 크고 강한 동물과 함께 있었음이 증명되었다. 이 유적은 쇼베 동굴의 예술품 등이 나온 오리냐크 문화의 이룹분이다.

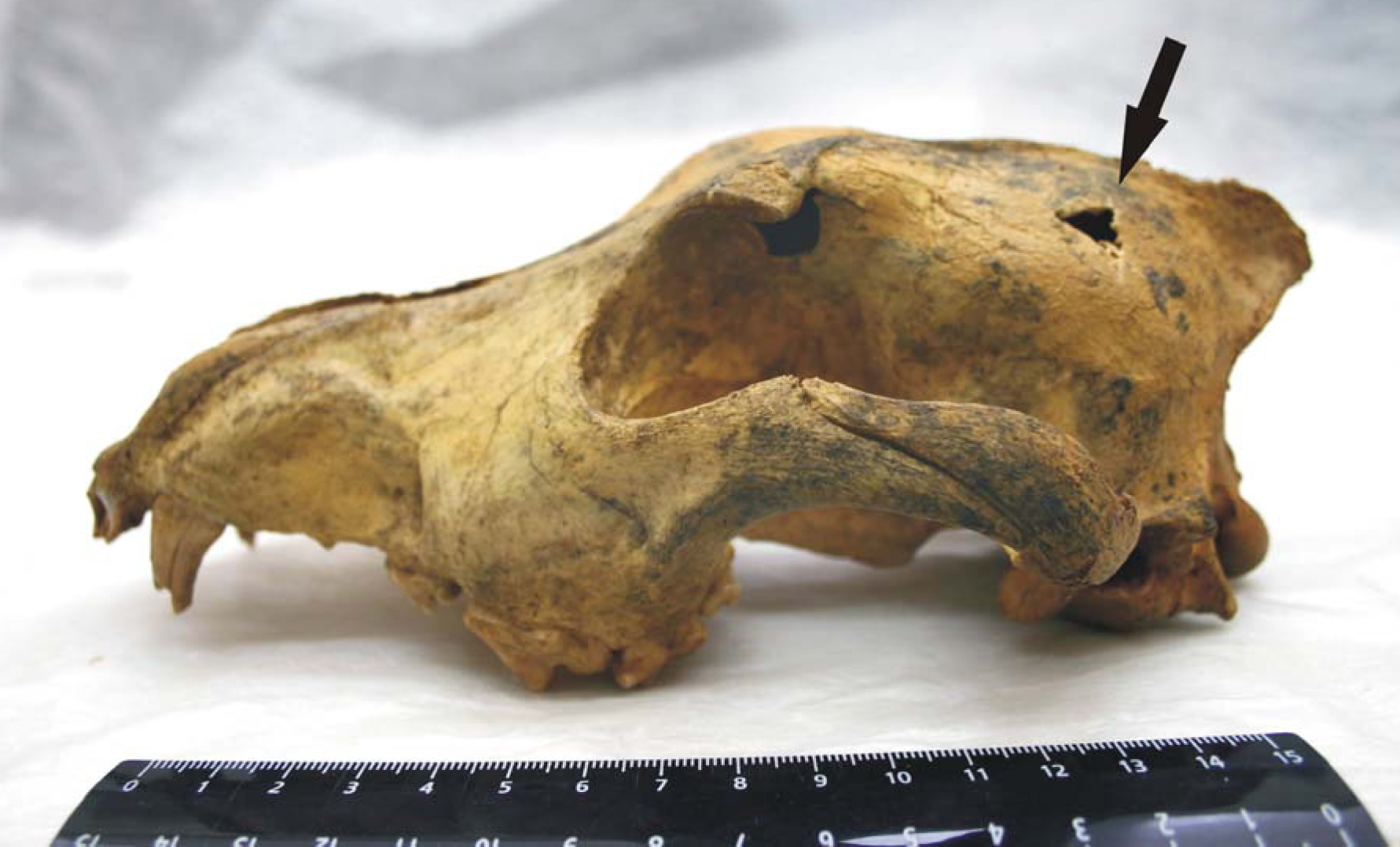
시베리아에 출토된 33,000년 된 개의 두개골

2010년, 시베리아 남부 알타이산맥에서 33,000년 된 개의 두개골이 출토되었다. 2013년 발표된 DNA 분석 결과 늑대보다는 현대 개에 더욱 근접하다는 것을 입증하였다. 2011년에는 체코에 26~27,000년 된 늙은 개 두개골이 출토되었다. 아마도 사후 세상의 여행을 돕기 위해 매머드의 입 뼈에 안장한 것으로 추측했다.
시간이 지남에 따라 늑대의 가축화는 물리적 또는 형태적 변화를 동반한다. 예를 들어, 전체적인 크기가 줄어들고, 털 및 피부색이 변화하며, 턱이 짧아져 치아가 빽빽해지고 나중에는 치아 크기도 줄어들며, 두개골과 뇌의 크기도 같이 감소하고(특히, 야생에서 필요한 경계 감각 처리 구역이 줄어듬), 발음이 멈추게 되는 것이 발달되며 이마 앞이 수직으로 떨어지는 단두증 증상이 나타난다. 어린 시기 부분적으로 소화한 먹이가 역류하는 늑대 같은 증상 또한 사라졌다.

## 같이 보기
- 개 품종

## 인용
- Gould, Stephen Jay (1993). 《Eight Little Piggies: Reflections in Natural History》. New York: W. W. Norton & Company. ISBN 0-393-31139-2..
- Scott, John Paul; Fuller, John L. (1974). 《Dog behavior: the genetic basis》 2, illurat판. University of Chicago Press. ISBN 978-0-226-74338-7. ISBN 0-226-74338-1, ISBN 978-0-226-74338-7.
- Koler-Matznick, J. (2002). “The origin of the dog revisited” (PDF). 《Anthrozoös》 15 (2): 98–118. doi:10.2752/089279302786992595. 2014년 10월 23일에 원본 문서 (PDF)에서 보존된 문서. 2013년 7월 25일에 확인함.

## 추가 자료
- Klütsch CFC, Seppälä EH, Lohi H, Fall T, Hedhammar Å, Uhlén M, Savolainen P (2010) Regional occurrence, high frequency but low diversity of mitochondrial DNA haplogroup d1 suggests a recent dog-wolf hybridization in Scandinavia. Animal Genetics, online early.
- Morey, Darcy. Dogs: Domestication and the Development of a Social Bond (Cambridge University Press; 2010) 384 pages; uses zooarchaeology to explores ties between humans and canines over the past 15,000 years with a focus on the New World and Arctic regions.